# Dorotea Guglielmina di Sassonia-Zeitz
Dorotea Guglielmina di Sassonia-Zeitz (Elster, 20 marzo 1691 – Kassel, 17 marzo 1743) fu una duchessa di Sassonia-Zeitz ed una langravia di Assia-Kassel come consorte di Guglielmo VIII d'Assia-Kassel.

## Biografia
Era l'unica figlia sopravvissuta del duca Maurizio Guglielmo di Sassonia-Zeitz (1664–1718), e di sua moglie Maria Amalia di Brandeburgo (1670–1739), figlia del langravio Federico Guglielmo I di Brandeburgo. Nel 1710 anche l'ultimo dei suoi fratelli morì, e così divenne, dopo la morte del padre, l'ultimo membro superstite della casata di Sassonia-Zeitz.
Sposò a Zeitz, il 27 settembre 1717, il langravio Guglielmo VIII d'Assia-Kassel (1682–1760).
La regina Carolina di Gran Bretagna riferì alla duchessa d'Orleans che la langravia era " davvero brutta e soffriva inoltre di mal di testa."
Il suo stato mentale peggiorò e dal 1725 non apparve più in pubblico. La prima figura femminile a corte era la favorita del langravio Christine von Bernhold, che mantenne tale status anche in presenza della langravia, ottenendo il titolo di contessa Bernhold von und zu Eschau.

## Discendenza
Dorotea Guglielmina e Guglielmo ebbero tre figli:
- Carlo (1718-1719);
- Federico (1720-1785);
- Maria Amalia (1721-1744).

## Ascendenza
|                                                              |                                      |                                                         | Genitori                                      |  |  | Nonni |  |  | Bisnonni                          |  |  | Trisnonni                   |  |
|                                                              |                                      |                                                         |                                               |  |  |       |  |  | 8. Giovanni Giorgio I di Sassonia |  |  | 16. Cristiano I di Sassonia |  |
|                                                              |                                      |                                                         |                                               |  |  |       |  |  | 8. Giovanni Giorgio I di Sassonia |  |  | 16. Cristiano I di Sassonia |  |
|                                                              |                                      | 17. Sofia di Brandeburgo                                |                                               |  |  |       |  |  | 8. Giovanni Giorgio I di Sassonia |  |  |                             |  |
| 4. Maurizio di Sassonia-Zeitz                                |                                      |                                                         |                                               |  |  |       |  |  | 8. Giovanni Giorgio I di Sassonia |  |  |                             |  |
|                                                              |                                      | 9. Maddalena Sibilla di Hohenzollern                    | 18. Alberto Federico di Prussia               |  |  |       |  |  |                                   |  |  |                             |  |
|                                                              |                                      | 9. Maddalena Sibilla di Hohenzollern                    | 18. Alberto Federico di Prussia               |  |  |       |  |  |                                   |  |  |                             |  |
|                                                              |                                      | 9. Maddalena Sibilla di Hohenzollern                    | 19. Maria Eleonora di Jülich-Kleve-Berg       |  |  |       |  |  |                                   |  |  |                             |  |
| 2. Maurizio Guglielmo di Sassonia-Zeitz                      |                                      | 9. Maddalena Sibilla di Hohenzollern                    |                                               |  |  |       |  |  |                                   |  |  |                             |  |
|                                                              |                                      | 10. Guglielmo di Sassonia-Weimar                        | 20. Giovanni di Sassonia-Weimar               |  |  |       |  |  |                                   |  |  |                             |  |
|                                                              |                                      | 10. Guglielmo di Sassonia-Weimar                        | 20. Giovanni di Sassonia-Weimar               |  |  |       |  |  |                                   |  |  |                             |  |
|                                                              |                                      | 10. Guglielmo di Sassonia-Weimar                        | 21. Dorotea Maria di Anhalt                   |  |  |       |  |  |                                   |  |  |                             |  |
| 5. Dorotea Maria di Sassonia-Weimar                          |                                      | 10. Guglielmo di Sassonia-Weimar                        |                                               |  |  |       |  |  |                                   |  |  |                             |  |
|                                                              |                                      | 11. Eleonora Dorotea di Anhalt-Dessau                   | 22. Giovanni Giorgio I di Anhalt-Dessau       |  |  |       |  |  |                                   |  |  |                             |  |
|                                                              |                                      | 11. Eleonora Dorotea di Anhalt-Dessau                   | 22. Giovanni Giorgio I di Anhalt-Dessau       |  |  |       |  |  |                                   |  |  |                             |  |
|                                                              |                                      | 11. Eleonora Dorotea di Anhalt-Dessau                   | 23. Dorotea del Palatinato-Simmern            |  |  |       |  |  |                                   |  |  |                             |  |
| 1. Dorotea Guglielmina di Sassonia-Zeitz                     |                                      | 11. Eleonora Dorotea di Anhalt-Dessau                   |                                               |  |  |       |  |  |                                   |  |  |                             |  |
|                                                              | 12. Giorgio Guglielmo di Brandeburgo | 24. Giovanni Sigismondo di Brandeburgo                  |                                               |  |  |       |  |  |                                   |  |  |                             |  |
|                                                              | 12. Giorgio Guglielmo di Brandeburgo | 24. Giovanni Sigismondo di Brandeburgo                  |                                               |  |  |       |  |  |                                   |  |  |                             |  |
|                                                              | 12. Giorgio Guglielmo di Brandeburgo | 25. Anna di Prussia                                     |                                               |  |  |       |  |  |                                   |  |  |                             |  |
| 6. Federico Guglielmo I di Brandeburgo                       | 12. Giorgio Guglielmo di Brandeburgo |                                                         |                                               |  |  |       |  |  |                                   |  |  |                             |  |
|                                                              |                                      | 13. Elisabetta Carlotta del Palatinato-Simmern          | 26. Federico IV del Palatinato                |  |  |       |  |  |                                   |  |  |                             |  |
|                                                              |                                      | 13. Elisabetta Carlotta del Palatinato-Simmern          | 26. Federico IV del Palatinato                |  |  |       |  |  |                                   |  |  |                             |  |
|                                                              |                                      | 13. Elisabetta Carlotta del Palatinato-Simmern          | 27. Luisa Giuliana di Nassau                  |  |  |       |  |  |                                   |  |  |                             |  |
| 3. Maria Amalia di Brandeburgo                               |                                      | 13. Elisabetta Carlotta del Palatinato-Simmern          |                                               |  |  |       |  |  |                                   |  |  |                             |  |
|                                                              |                                      | 14. Filippo di Schleswig-Holstein-Sonderburg-Glücksburg | 28. Giovanni di Schleswig-Holstein-Sonderburg |  |  |       |  |  |                                   |  |  |                             |  |
|                                                              |                                      | 14. Filippo di Schleswig-Holstein-Sonderburg-Glücksburg | 28. Giovanni di Schleswig-Holstein-Sonderburg |  |  |       |  |  |                                   |  |  |                             |  |
|                                                              |                                      | 14. Filippo di Schleswig-Holstein-Sonderburg-Glücksburg | 29. Elisabetta di Brunswick-Grubenhagen       |  |  |       |  |  |                                   |  |  |                             |  |
| 7. Sofia Dorotea di Schleswig-Holstein-Sonderburg-Glücksburg |                                      | 14. Filippo di Schleswig-Holstein-Sonderburg-Glücksburg |                                               |  |  |       |  |  |                                   |  |  |                             |  |
|                                                              |                                      | 15. Sofia Edvige di Sassonia-Lauenburg                  | 30. Francesco II di Sassonia-Lauenburg        |  |  |       |  |  |                                   |  |  |                             |  |
|                                                              |                                      | 15. Sofia Edvige di Sassonia-Lauenburg                  | 30. Francesco II di Sassonia-Lauenburg        |  |  |       |  |  |                                   |  |  |                             |  |
|                                                              |                                      | 15. Sofia Edvige di Sassonia-Lauenburg                  | 31. Maria di Brunswick-Lüneburg               |  |  |       |  |  |                                   |  |  |                             |  |
|                                                              |                                      | 15. Sofia Edvige di Sassonia-Lauenburg                  |                                               |  |  |       |  |  |                                   |  |  |                             |  |